# Nacionalni park Mammoth Cave
Nacionalni park Mammoth Cave (en.: Mammoth Cave National Park) jedan je od 58 nacionalnih parkova Sjedinjenih Američkih Država, smješten u središnjem dijelu američke savezne države Kentucky i u njemu se nalazi najveći splet špilja i podzemnih hodnika na svijetu, Mammoth Cave (en. za „Mamutska špilja”). Naime, ukupna duljina povezanih hodnika ovog špiljskog sustava iznosi oko 675 km, što je više nego duplo dulje od drugog po duljini špiljskog sustava na svijetu, a koji se nalazi u saveznoj državi Južna Dakota, duljine od oko 336 km. Zbog toga je 456 km Mamutske špilje kao nacionalni park upisano na UNESCO-ov popis mjesta svjetske baštine u Sjevernoj Americi 1995. godine.
Mamutska špilja je dobila naziv zahvaljujući svojoj veličini, a ne nalazima ostataka kostiju mamuta što je često mišljenje posjetitelja špilje. 

## Povijest
Nastanak špilje i njezino oblikovanje je djelo rijeke Green i njezinih pritoka tijekom posljednjih 25 milijuna godina. Kiselkaste su vode tijekom toga vremena dubile vapnenačke stijene unutrašnjosti planina države Ketucky te stvarale ovaj jedinstveni špiljski sustav koji se rasprostire na pet razina. To potvrđuju pronađeni fosili ramenonošaca, koralja i stapčara koji uglavnom potječu iz razdoblja misisipija (360. – 318. milijuna godina). 
Ostaci vršaka koplja kao i pogrebni ostaci svjedoče o najmanje 4.000 godina nazočnosti Indijanaca. Osobito je važno 150 arheoloških lokaliteta kultura šumskih indijanaca (1000. pr. Kr.-1000. god.) s prvim dokazima poljoprivrede na poplavljenim ravnicama, te mnogim nalazima mumija, sandala, logorišta i otisaka bosih stopala u nedirnutim područjima špilja. 
Prvi europski doseljenici špilju su otkrili devedesetih godina 18. stoljeća. Tijekom rata za nezavisnost između američke i engleske vojske iz špilje je iskopavan talog dušikovih soli koji je korišten za proizvodnju baruta.
God. 1843., špilja je zbog suhe klime i ujednačene temperature kratko vrijeme neuspješno korištena kao lječilište od tuberkuloze. Ovo područje je proglašeno nacionalnim parkom 1. travnja 1941. godine, svjetskom baštinom 1981. i rezervatom biosfere 26. rujna 1990. godine.

## Odlike
Nacionalni park Mammoth Cave pokriva oko 21.382 hektara, uglavnom u okrugu Edmonson, ali manjim dijelom i u okruzima Hart i Barren. Park okružuje rijeku Green i njezinu pritoku, rijeku Nolin. Špiljske prostorije, vertikalni bunari, stalagmiti i stalaktiti, „gipsano cvijeće” i „igle” su samo neki od primjera geoloških formacija, među najvećima na svijetu, a koje još uvijek nastaju u špilji. Unutar 390 prolaza Mamutske špilje, nalaze se brojne znamenitosti:
- Rotunda je golema dvorana
- Fat man's misery („Jad debelog čovjeka”), uski prolaz širok 46 cm
- Echo river („Rijeka jeke”) se nalazi 110 metara ispod površine
- Frozen Niagara („Smrznuta Niagara”) je niz prostorija u kojima stalagmiti i stalaktiti nalikuju smrznutim slapovima.

Flora i fauna Mamutske špilje je također i životom najbogatiji špiljski sustav na svijetu, velike bioraznolikosti, s preko 130 špiljskih vrsta, od kojih se njih 42 prilagodilo životu u potpunom mraku (troglobionti). Od njih je nekoliko ugroženih vrsta kao što su: slijepe ribe Amblyopsis spelaea, kentakijski slatkovodni račić Palaemonias ganteri. Pored njih, izvan špilje u krškom krajoliku raste velika šuma umjerenog pojasa (tzv. Big Woods), koja se smatra najvećom i najstarijom u istoku Sjeverne Amerike. Sastoji se od 84 vrsta drveća, 28 vrsta grmova i loza, 29 vrsta paprati, 209 vrsta divljeg cvijeća, 67 vrsta algi, 27 vrsta gljiva i 7 vrsta Bryophyte. U njima još živi i 43 vrsta sisavaca, 207 vrsta ptica, 37 vrsta gmazova i 27 vrsta vodozemaca. Samo u ovom parku, u velikoj blizini žive slijepe ribe u špiljama i njihovi srodnici u rijekama na otvorenom.
- Stubište u špilji Mamutska kupola (Mammoth Dome)
- Vertikalni prolaz pored Mamutske kupole
- Prizor iz špiljskog sustava Mammoth Cave
- Špiljski kanjon
- Iz Mamutske špilje izvire rijeka Styx

| Klimatološki srednjaci za Nacionalni park Mammoth Cave     | Klimatološki srednjaci za Nacionalni park Mammoth Cave | Klimatološki srednjaci za Nacionalni park Mammoth Cave | Klimatološki srednjaci za Nacionalni park Mammoth Cave | Klimatološki srednjaci za Nacionalni park Mammoth Cave | Klimatološki srednjaci za Nacionalni park Mammoth Cave | Klimatološki srednjaci za Nacionalni park Mammoth Cave | Klimatološki srednjaci za Nacionalni park Mammoth Cave | Klimatološki srednjaci za Nacionalni park Mammoth Cave | Klimatološki srednjaci za Nacionalni park Mammoth Cave | Klimatološki srednjaci za Nacionalni park Mammoth Cave | Klimatološki srednjaci za Nacionalni park Mammoth Cave | Klimatološki srednjaci za Nacionalni park Mammoth Cave | Klimatološki srednjaci za Nacionalni park Mammoth Cave |
| mjesec                                                     | sij                                                    | velj                                                   | ožu                                                    | tra                                                    | svi                                                    | lip                                                    | srp                                                    | kol                                                    | ruj                                                    | lis                                                    | stu                                                    | pro                                                    | godina                                                 |
| ---------------------------------------------------------- | ------------------------------------------------------ | ------------------------------------------------------ | ------------------------------------------------------ | ------------------------------------------------------ | ------------------------------------------------------ | ------------------------------------------------------ | ------------------------------------------------------ | ------------------------------------------------------ | ------------------------------------------------------ | ------------------------------------------------------ | ------------------------------------------------------ | ------------------------------------------------------ | ------------------------------------------------------ |
| srednji maksimum, °C                                       | 6,2                                                    | 9,2                                                    | 15,5                                                   | 21,3                                                   | 25,4                                                   | 29,1                                                   | 30,8                                                   | 30,2                                                   | 27,1                                                   | 21,5                                                   | 14,6                                                   | 8,7                                                    | 20,0                                                   |
| srednja dnevna temperatura, °C                             | 0,7                                                    | 3,2                                                    | 8,9                                                    | 14,2                                                   | 18,3                                                   | 22,5                                                   | 24,4                                                   | 23,8                                                   | 20,5                                                   | 14,4                                                   | 8,8                                                    | 3,4                                                    | 13,6                                                   |
| srednji minimum, °C                                        | −4,6                                                   | −2,8                                                   | 2,3                                                    | 7,1                                                    | 11,2                                                   | 15,7                                                   | 17,9                                                   | 17,3                                                   | 13,8                                                   | 7,3                                                    | 3,0                                                    | −1,9                                                   | 7,2                                                    |
| oborine, mm                                                | 128,7                                                  | 112,8                                                  | 143,0                                                  | 110,0                                                  | 117,6                                                  | 121,0                                                  | 109,6                                                  | 95,1                                                   | 91,6                                                   | 74,1                                                   | 106,6                                                  | 113,2                                                  | 1324,3                                                 |
| Izvor: Worldclimate.com, podaci za razdoblje 1961. – 1990. |                                                        |                                                        |                                                        |                                                        |                                                        |                                                        |                                                        |                                                        |                                                        |                                                        |                                                        |                                                        |                                                        |